# Pawnee City
Pawnee City är administrativ huvudort i Pawnee County i Nebraska. Enligt 2010 års folkräkning hade Pawnee City 878 invånare.

## Kända personer från Pawnee City
- Larry the Cable Guy, skådespelare